# Cyrtorchis arcuata
Cyrtorchis arcuata är en orkidéart som först beskrevs av John Lindley, och fick sitt nu gällande namn av Rudolf Schlechter. Cyrtorchis arcuata ingår i släktet Cyrtorchis, och familjen orkidéer.

## Underarter
Arten delas in i följande underarter:

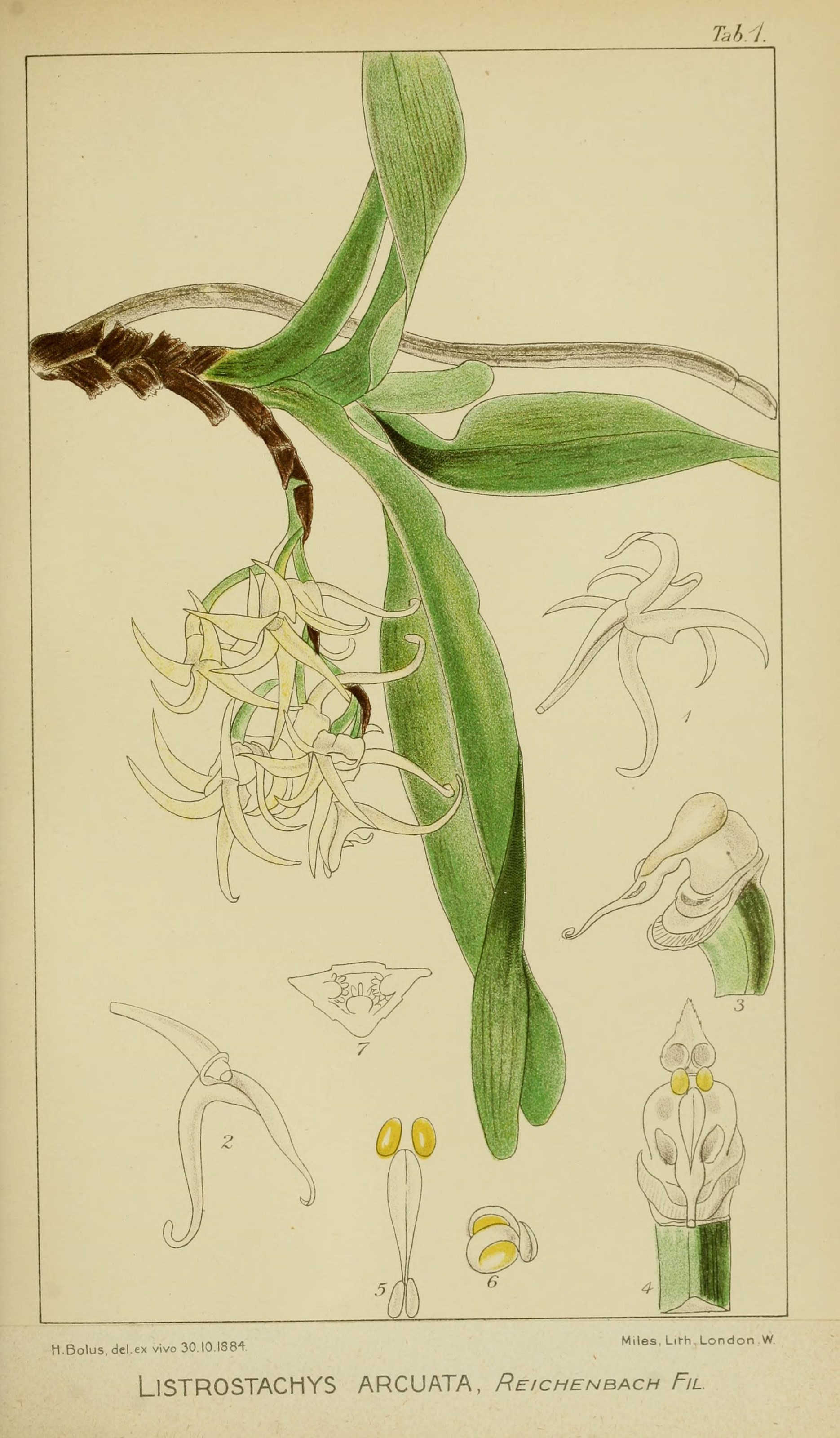

- C. a. arcuata
- C. a. whytei